# Jerreh Daffeh
Jerreh Lang Bumari Daffeh (* 1930; † 7. August 1998 in Kalifornien) war ein gambischer Politiker der Fortschrittlichen Volkspartei PPP (People’s Progressive Party), der unter anderem zwischen 1962 und 1965 Gesundheitsminister sowie von 1978 bis 1981 Landwirtschaftsminister war.

## Leben
Jerreh Lang Bumari Daffeh war ein aus dem Volk der Mandinka stammender Muslim und Neffe von Seyfou Karamo K. Sanneh aus Kiang West. Er war neben anderen späteren führenden Politikern Absolvent der nach Gouverneur Cecil Hamilton Armitage benannten Armitage High School und arbeitete in den 1950er und 1960er Jahren für das Veterinäramt der Kolonie Britisch-Gambia. Er war Schatzmeister eines Distrikts dieser Kolonie und wurde wegen Veruntreuung öffentlicher Gelder verhaftet. Gleichwohl wurde er bei den Parlamentswahlen in Britisch-Gambia 1960 als Kandidat der Fortschrittlichen Volkspartei PPP (People’s Progressive Party) im Wahlkreis Kiang mit 2136 Stimmen (55,35 Prozent) erstmals zum Mitglied des Repräsentantenhauses (House of Representatives) gewählt. Bei den darauf folgenden Parlamentswahlen in Britisch-Gambia 1962 wurde er für die PPP im Wahlkreis Niamina wiedergewählt und errang dieses Mal 3480 Stimmen (78,17 Prozent).
Im Anschluss wurde Daffeh im Juni 1962 von Premierminister Dawda Jawara in dessen erstes Kabinett berufen und bekleidete in diesem bis zu seiner Ablösung durch Ebrima D. N’Jie 1964 das Amt des Gesundheitsministers. Im Anschluss wurde er nach Bildung der Koalition zwischen PPP und Vereinigter Partei UP (United Party) im Februar 1965 zum Parlamentarischen Staatssekretär zurückgestuft. Bei den Parlamentswahlen in Gambia am 26. Mai 1966 wurde er mit 2995 Stimmen (83,38 Prozent) im nunmehrigen Wahlkreis Eastern Kiang wieder zum Mitglied des Repräsentantenhauses gewählt. Bei den Parlamentswahlen am 28. und 29. März 1972 wurde er im Wahlkreis Eastern Kiang für die PPP ohne Gegenkandidaten einstimmig mit 100 Prozent wiedergewählt. Bei den darauf folgenden Parlamentswahlen am 4. bis 5. April 1977 wurde er im Wahlkreis Eastern Kiang mit 2917 Stimmen (76,46 Prozent) abermals zum Mitglied des Repräsentantenhauses gewählt.
Im August 1978 übernahm Jerreh Daffeh von Yaya Ceesay im Kabinett Jawara IV das Amt als Landwirtschaftsminister, das er bis zu seiner Ablösung durch Seni Singhateh im Januar 1981 innehatte. Bei den Parlamentswahlen am 4. und 5. Mai 1982 erlitt er in seinem Wahlkreis Eastern Kiang überraschenderweise mit 1539 Stimmen (36,4 Prozent) eine deutliche Niederlage gegen den Parteilosen Kebba O. Fadera (2689 Stimmen, 63,6 Prozent) und schied nach 22-jähriger Parlamentszugehörigkeit aus dem Repräsentantenhaus aus.

## Weblink
- David Perfect: Historical Dictionary of The Gambia, S. 111, Rowman & Littlefield, 2016